# Georg Karl (Politiker, 1882)
Georg Karl (* 21. Juli 1882 in München; † 16. Januar 1964 in Nürnberg) war ein deutscher Politiker (KPD). In der Zeit der Weimarer Republik war er Mitglied des Bayerischen Landtages.

## Leben
Georg Karl besuchte die Volksschule und anschließend drei Jahre lang die Fortbildungsschule. Er erlernte in München den Beruf des Maschinenschlossers und Mechanikers und trat bereits vor dem Ersten Weltkrieg der Sozialdemokratischen Partei Deutschlands (SPD) bei und übersiedelte im Juli 1918 nach Nürnberg. Dort wurde er Mitglied der Unabhängigen Sozialdemokratischen Partei Deutschlands (USPD) und war im Dezember 1920 Delegierter des Vereinigungsparteitages der USPD-Linken mit der Kommunistischen Partei Deutschlands (KPD) in Berlin. Ab 1923 fungierte Karl als Parteisekretär der nordbayerischen KPD. Im Oktober 1923 wurde er in „Schutzhaft“ genommen, im Mai 1924 wieder freigelassen. Anschließend übernahm Karl die Orgleitung der KPD in Nordbayern, wurde aber schon 1925 wieder für einige Zeit inhaftiert.
Karl war vom 30. Mai 1927 bis 1928 Abgeordneter des Bayerischen Landtages, als Nachfolger des ausgeschiedenen Joseph Götz. Anfang 1928 war er nochmals vorübergehend Orgleiter in Bayern. 1928 wurde er Kreissekretär der KPD für die Oberpfalz, dann Leiter der KPD-Literaturstelle für den Bezirk Nordbayern. Später wirkte er als Bezirksleiter der Roten Hilfe in Königsberg (Preußen) und wurde im April 1931 in das Büro der Roten Hilfe nach Moskau berufen.
Nach 1933 war er längere Zeit im KZ Dachau inhaftiert. 1945 schloss sich Karl wieder der KPD an, übte jedoch in der Partei keine Funktionen mehr aus und trennte sich schließlich 1949 von der Partei. 1946 war er Mitglied des Beirates beim Wiederaufbau der Stadt Nürnberg. Dort hatte er sich eine Existenz als Kartoffel- und Lebensmittelgroßhändler geschaffen.